# Техника
Техника је веома широка област људске делатности која се заснива на примени различитих природних наука као што су физика, хемија и математика. Обавља се уз примену различитих алата и машина у циљу производње, искоришћавања природних ресурса и развијању науке. Целокупна техника дели се на струке: 
- грађевинску
- металуршку
- машинску
- хемијску
- електротехничку

Говори се да је техника стара колико и сам човек. Она обухвата период од најранијих развитака људске цивилизације до данашњег доба.